# Ben Crenshaw
Ben Daniel Crenshaw (* 11. Januar 1952 in Austin, Texas) ist ein US-amerikanischer Profigolfer der Champions Tour und zweifacher Major-Sieger.

## Werdegang
Crenshaw besuchte die University of Texas. In seiner Aufsehen erregenden Amateurkarriere erreichte er 17 Siege. Er spielte als Amateur alle drei Majors – für das vierte, die PGA Championship sind nur Profis zugelassen – und weitere elf PGA TOUR Events. Jedes Mal schaffte er den Cut. Drei Mal in Folge – 1971 bis 1973 – siegte er beim Turnier der National Collegiate Athletic Association (NCAA) in der Einzelwertung. Gemeinsam mit Phil Mickelson ist er damit Rekordtitelhalter. 1971 und 1972 gewann er an der Seite von Tom Kite mit dem Team der University of Texas auch die Mannschaftswertung.
Im Jahr 1973 wurde Crenshaw Berufsgolfer und gewann im selben Jahr sein erstes Turnier auf der PGA TOUR. Er holte sich insgesamt 19 Titel auf dieser großen nordamerikanischen Turnierserie, darunter die beiden Majors, die Masters der Jahre 1984 und 1995. Mitte der 1980er Jahre litt er an der Basedowschen Erkrankung, konnte aber seine Karriere schadlos und erfolgreich fortsetzen.
Er stand zwischen 1981 und 1995 viermal im Team der USA beim Ryder Cup und war 1999 Kapitän (non-playing captain) der siegreichen Amerikaner. Mit Mark McCumber gewann Crenshaw 1988 den World Cup für sein Land.
Crenshaw wird allgemein als einer der besten Putter in der Geschichte des Golfsports angesehen. Schon in seiner Jugend hatte ihm sein Golflehrer Harvey Penick einen sanften, anstrengungslosen Puttstil gelehrt, der es Crenshaw ermöglichte, die weltweit schnellsten Grüns im Augusta National Golf Club zu beherrschen und keinen einzigen Dreiputt während der Masters 1995 zuzulassen.
Seit 2002 bespielt Crenshaw die Champions Tour.
Ben Crenshaw ist mit seiner Frau Julie verheiratet und hat zwei Töchter. Er betätigt sich auch als anerkannter Golfplatzdesigner.

## Gentleman und Heißsporn zugleich
Bob Jones Award, Payne Stewart Award, Aufnahme in die World Golf Hall of Fame – die Ehrungen, die Crenshaw im Laufe seiner Karriere zuteilwurden, zeugen von hoher Sportlichkeit. Er wird als warmherziger und gütiger Mann beschrieben, eben ein perfekter Gentleman.
Auf der anderen Seite räumte Crenshaw in einem Interview ein, dass sein Spitzname „Gentle Ben“ eine sarkastische Anspielung auf sein Temperament sei. Der Sportjournalist Dick Collins verwandte diese Bezeichnung erstmals, als Crenshaw im Alter von 15 Jahren die Stadtmeisterschaften von Austin gewann. Neben dem häufiger vorkommenden Werfen von Schlägern illustrieren zwei Episoden eindrucksvoll seine Neigung zu Wutausbrüchen: 1987 verlor er am Finaltag des Ryder Cups die Nerven. Am sechsten Loch benötigte er drei Putts, um den Ball einzulochen. Aus Ärger darüber und über die Tatsache, dass er gegen Eamonn Darcy mit zwei Löchern in Rückstand geriet, zerbrach er den Schaft seines Putters. Laut Regel darf ein so zerstörter Schläger nicht ausgetauscht werden. Deswegen musste er das Match ohne einen Putter zu Ende spielen. Stattdessen verwandte er sowohl ein Sand-Wedge als auch ein Eisen 1 zum Einlochen des Balles. Crenshaw verlor nach großem Kampf erst am letzten Loch das Spiel. Dennoch unterlagen die USA auch wegen dieses Matchverlustes mit 13:15 Punkten den Europäern.
Sein größter Ausbruch fand wohl beim Colonial Invitational in Fort Worth statt. Ebenfalls nach einem Dreiputt trat er so heftig gegen eine Öltonne, dass er einen Haarriss im Fuß erlitt. Da die Verletzung sich auch Jahre später noch bemerkbar machte, musste er sich knapp 20 Jahre nach dem Vorfall operieren lassen.

## Auszeichnungen
- 1991: Bob Jones Award (höchste Auszeichnung der USGA)
- 2002: World Golf Hall of Fame
- 2006: Kappa Alpha Order Sportsman of the Year
- 2009: Payne Stewart Award

## PGA Tour Siege (19)
- 1973: San Antonio Texas Open
- 1976: Bing Crosby National Pro-Am, Hawaiian Open, Ohio Kings Island Open
- 1977: Colonial National Invitation
- 1979: Phoenix Open,  Walt Disney World National Team Championship (mit George Burns)
- 1980: Anheuser-Busch Golf Classic
- 1983: Byron Nelson Golf Classic
- 1984: The Masters
- 1986: Buick Open,  Vantage Championship
- 1987: USF&G Classic
- 1988: Doral-Ryder Open
- 1990: Southwestern Bell Colonial
- 1992: Centel Western Open
- 1993: Nestle Invitational
- 1994: Freeport-McMoRan Classic
- 1995: The Masters

Major Championships sind fett gedruckt.

### Ergebnisse bei den Majors
| Turnier               | 1970   | 1971 | 1972   | 1973   | 1974 | 1975 | 1976 | 1977 | 1978 | 1979 |  |
| --------------------- | ------ | ---- | ------ | ------ | ---- | ---- | ---- | ---- | ---- | ---- |  |
| The Masters           | DNP    | DNP  | T19 LA | T24 LA | T22  | T30  | 2    | T8   | T37  | CUT  |  |
| U.S. Open             | T36 LA | T27  | CUT    | CUT    | DNP  | T3   | T8   | T49  | CUT  | T11  |  |
| The Open Championship | DNP    | DNP  | DNP    | DNP    | T28  | DNP  | DNP  | T5   | T2   | T2   |  |
| PGA Championship      | DNP    | DNP  | DNP    | DNP    | T63  | T10  | T8   | DNP  | T16  | 2    |  |
| Turnier               | 1980   | 1981 | 1982   | 1983   | 1984 | 1985 | 1986 | 1987 | 1988 | 1989 |  |
| The Masters           | T6     | T8   | T24    | T2     | 1    | T57  | T16  | T4   | 4    | T3   |  |
| U.S. Open             | T32    | T11  | T19    | CUT    | CUT  | CUT  | T6   | T4   | T12  | CUT  |  |
| The Open Championship | 3      | T8   | T15    | CUT    | T22  | T35  | T21  | T4   | T16  | T52  |  |
| PGA Championship      | T41    | CUT  | CUT    | T9     | CUT  | T59  | T11  | T7   | T17  | T17  |  |
| Turnier               | 1990   | 1991 | 1992   | 1993   | 1994 | 1995 | 1996 | 1997 | 1998 | 1999 |  |
| The Masters           | T14    | T3   | 46     | CUT    | T18  | 1    | CUT  | 45   | CUT  | CUT  |  |
| U.S. Open             | CUT    | DNP  | DNP    | DNP    | T33  | T71  | CUT  | T65  | CUT  | CUT  |  |
| The Open Championship | T31    | T80  | DNP    | CUT    | T77  | T15  | T27  | DNP  | CUT  | DNP  |  |
| PGA Championship      | T31    | WD   | T73    | T61    | T9   | T44  | T69  | CUT  | CUT  | CUT  |  |
| Turnier               | 2000   | 2001 | 2002   | 2003   | 2004 | 2005 | 2006 | 2007 | 2008 | 2009 |  |
| The Masters           | CUT    | CUT  | CUT    | CUT    | CUT  | CUT  | 47   | T55  | CUT  | CUT  |  |
| U.S. Open             | DNP    | DNP  | DNP    | DNP    | DNP  | DNP  | DNP  | DNP  | DNP  | DNP  |  |
| The Open Championship | DNP    | DNP  | DNP    | DNP    | DNP  | DNP  | DNP  | DNP  | DNP  | DNP  |  |
| PGA Championship      | WD     | DNP  | DNP    | DNP    | DNP  | DNP  | DNP  | DNP  | DNP  | DNP  |  |
| Turnier               | 2010   | 2011 | 2012   | 2013   | 2014 | 2015 |      |      |      |      |  |
| The Masters           | CUT    | CUT  | CUT    | CUT    | CUT  | CUT  |      |      |      |      |  |
| US Open               | DNP    | DNP  | DNP    | DNP    | DNP  | DNP  |      |      |      |      |  |
| The Open Championship | DNP    | DNP  | DNP    | DNP    | DNP  | DNP  |      |      |      |      |  |
| PGA Championship      | DNP    | DNP  | DNP    | DNP    | DNP  | DNP  |      |      |      |      |  |

LA= Bester Amateur

DNP = nicht teilgenommen

CUT = Cut nicht geschafft

WD = zurückgezogen

„T“ geteilte Platzierung

Grüner Hintergrund für Sieg

Gelber Hintergrund für Top 10.

## Champions Tour Siege
- 2009: Wendy’s Champions Skins Game (mit Fuzzy Zoeller)

## Andere Turniersiege
- 1975: Texas State Open
- 1976: Irish Open (European Tour)
- 1979: Texas State Open
- 1980: Texas State Open
- 1981: Mexican Open
- 1985: Shootout at Jeremy Ranch (mit Miller Barber)
- 1995: PGA Grand Slam of Golf

## Teilnahmen an Teambewerben
- Ryder Cup 1981 (Sieger), 1983 (Sieger), 1987, 1995, 1999 (Sieger, non-playing captain)
- World Cup: 1987, 1988 (Sieg in der Einzelwertung und Sieger im Team mit Mark McCumber)
- Four Tours World Championship: 1988 (Sieger)
- Alfred Dunhill Cup: 1995